# Stefan van Dijk

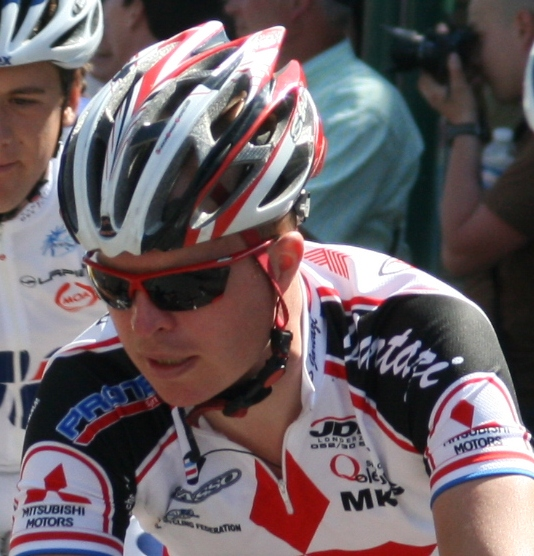
Stefan van Dijk

Stefan van Dijk (* 22. Januar 1976 in Honselersdijk) ist ein ehemaliger  niederländischer Profi-Radrennfahrer.

## Sportliche Laufbahn
Van Dijk galt als sprintstarker Fahrer. Zu seinen größten Erfolgen zählte der Gewinn der niederländischen Meisterschaft 2002. In der UCI Europe Tour 2005 belegte er den zweiten Gesamtrang hinter Murilo Fischer.
Im Oktober 2005 wurde van Dijk für ein Jahr gesperrt, weil er sich im Juli durch Flucht einer Dopingkontrolle entzogen hatte. Wegen eines weiteren Dopingvergehens wurde er Ende 2013 als Wiederholungstäter für acht Jahre gesperrt. Er räumte ein, sich in der Saison 2011 zehn Mal einer nicht zugelassenen Ozonbehandlung von entnommenem Eigenblut unterzogen zu haben. Er habe diese Behandlung gewählt, um sich von einer Mononukleose zu erholen und damit früher in den Radsport zurückkehren zu können.
Zum Saisonende 2013 beendete er seine Radsportkarriere.

## Erfolge
2001
- Ronde van Noord-Holland

2002
- Niederländischer Meister – Straßenrennen
- zwei Etappen Grand Prix Erik Breukink

2003
- Delta Profronde
- Le Samyn

2004
- Ronde van Noord-Holland
- Dwars door Gendringen

2005
- Noord-Nederland-Tour
- eine Etappe Eneco Tour
- Tour de Rijke

2008
- eine Etappe Étoile de Bessèges

2010
- Arno Wallaard Memorial
- Omloop der Kempen
- eine Etappe Tour de Wallonie
- Grote Prijs Stad Zottegem
- Omloop van het Houtland Lichtervelde

2011
- eine Etappe Route du Sud

## Teams
- 2000 – Team Cologne
- 2001 – Bankgiroloterij-Batavus
- 2002 – Lotto-Adecco
- 2003 – Lotto-Domo
- 2004 – Lotto-Domo
- 2005 – MrBookmaker.com-SportsTech
- 2007 – Wiesenhof-Felt
- 2008 – Mitsubishi-Jartazi
- 2009 – Verandas Willems
- 2010 – Verandas Willems
- 2011 – Veranda’s Willems-Accent
- 2012 – Accent Jobs-Willems Veranda’s
- 2013 – Accent Jobs-Wanty